# Gastroboletus molinae
Gastroboletus molinae är en svampart som beskrevs av Nouhra, Castellano & Trappe 2002. Gastroboletus molinae ingår i släktet Gastroboletus och familjen Boletaceae.   Inga underarter finns listade i Catalogue of Life.